# Megatoma
Megatoma là một chi bọ cánh cứng bản địa của miền Cổ bắc (bao gồm châu Âu), Cận Đông và miền Tân bắc.

## Các loài
- Megatoma ampla (Casey, 1900)
- Megatoma angularis (Mannerheim, 1853)
- Megatoma belfragei LeConte, 1874
- Megatoma conspersa Solsky, 1876
- Megatoma cylindrica Kirby, 1837
- Megatoma dolia Beal, 1967
- Megatoma electra Zhantiev, 2006
- Megatoma falsa Horn, 1875
- Megatoma friebi Pic, 1938
- Megatoma giffardi Blaisdell, 1927
- Megatoma graeseri Reitter, 1887
- Megatoma indica Háva, 2000
- Megatoma kaliki Beal, 1967
- Megatoma leucochlidon Beal, 1967
- Megatoma perversa Fall, 1926
- Megatoma polia Beal, 1967
- Megatoma pubescens Zetterstedt, 1828
- Megatoma riedeli Mroczkowski, 1967
- Megatoma ruficornis Aubé, 1866
- Megatoma tianschanica Sokolov, 1972
- Megatoma trichorhopalum Beal, 1967
- Megatoma trogodermoides Beal, 1967
- Megatoma undata Linnaeus, 1758
- Megatoma variegata Horn, 1875

## Hình ảnh

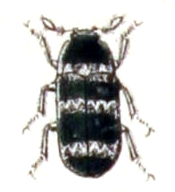
Megatoma undata